# Brecqhou
Brecqhou, Brechou – wyspa należąca do archipelagu Wysp Normandzkich, administracyjnie wraz z wyspą Sark stanowi dependencję i część Baliwatu Guernsey.

## Opis
Wyspa Brecqhou położona jest na kanale La Manche, ma powierzchnię ok. 200 akrów (0,81 km²) i sąsiaduje z wyspą Sark.
Brzegi wyspy są skaliste, nie ma na niej plaż. Większą część wyspy zajmują ogrody. Charakterystycznym obiektem na niej jest wybudowany w latach 90. XX wieku neogotycki zamek - Fort Brecqhou.
Na wyspie panuje ustrój feudalny. Posiadacz wyspy jest jednym z 40 panów feudalnych Sarku i do 2009 roku miał prawo dożywotniego zasiadania w parlamencie Chief Pleas. Jest też zobowiązany do płacenia daniny na rzecz suwerena Sarku.

## Historia
W latach 1363–1681 wyspa należała do rodziny Marchant i nazywana była Île des Marchants. Od XVII wieku jest zależna feudalnie od seniora Sarku.
Od 1966 statut prawny Brecqhou jest nieuregulowany. W latach 1966–1987 panem na wyspie był Leonard Joseph Matchan, właściciel firmy Solaria Investments, który ignorował zasady rządzące tym terytorium. Wprowadził flagę Brecqhou i rozpoczął emisję własnych znaczków pocztowych. Po jego śmierci o zarząd wyspą procesowali się spadkobiercy Matchana oraz założone przez niego przedsiębiorstwo.  
W 1993 wyspę nabyło dwóch znanych angielskich wydawców prasowych, bracia David i Frederick Barclay. Posiadacze wyspy podobnie jak ich poprzednik nie chcą uznawać zwierzchności i powinności wasalnych wobec seniora Sarku oraz obowiązującego na Sarku prawa. Wyspa jest traktowana jak własność prywatna i quasi-państwo.

## Panowie Brecqhou
- 1929–1932 Angelo Clarke
- 1932–1944 Thomas Arthur Clarke
- 1949–1966 John Thomson Donaldson
- 1966–1987 Leonard Joseph Matchan
- od 1993 David Barclay

## Galeria

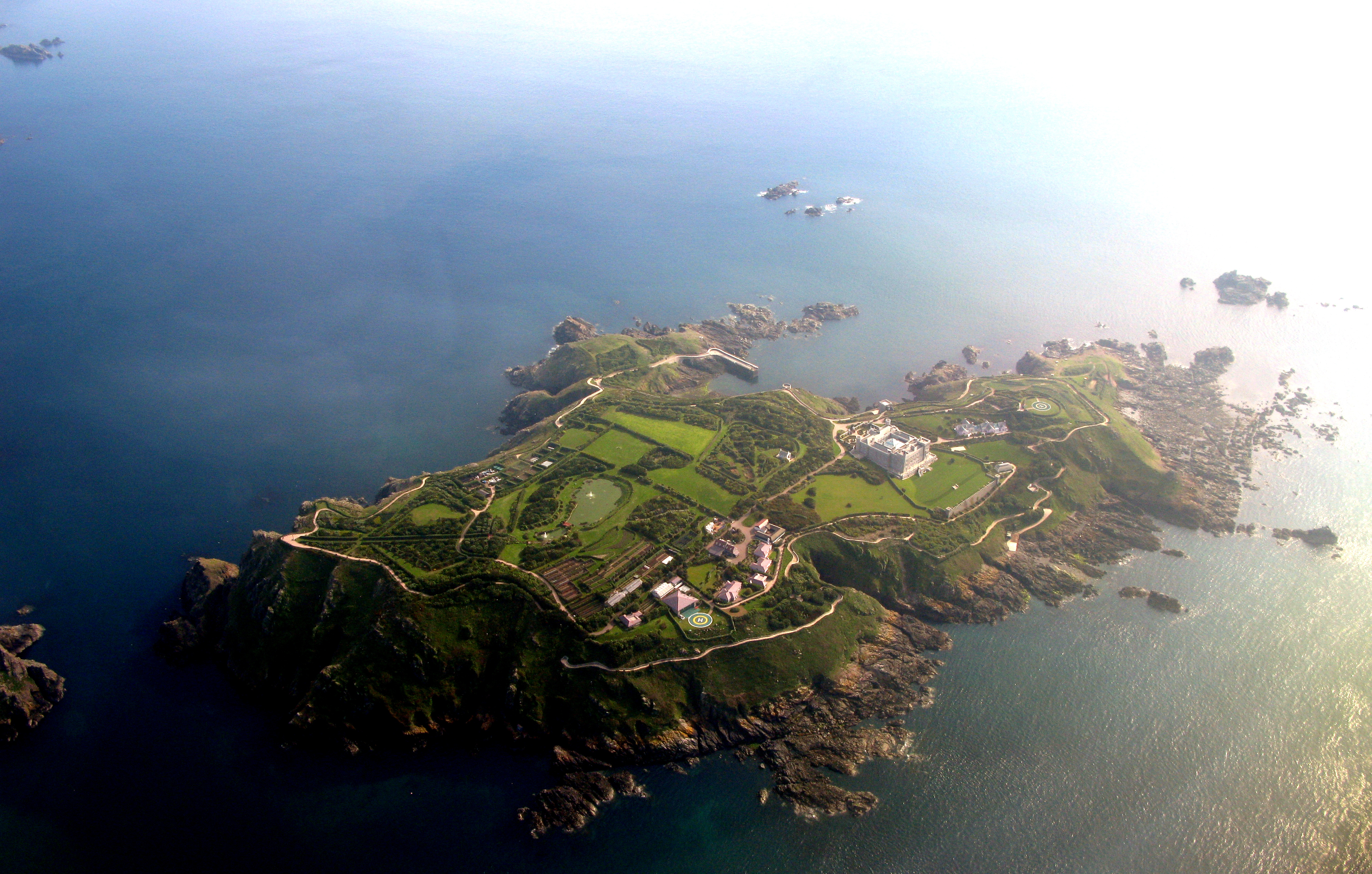
Zdjęcie lotnicze wyspy Brecqhou
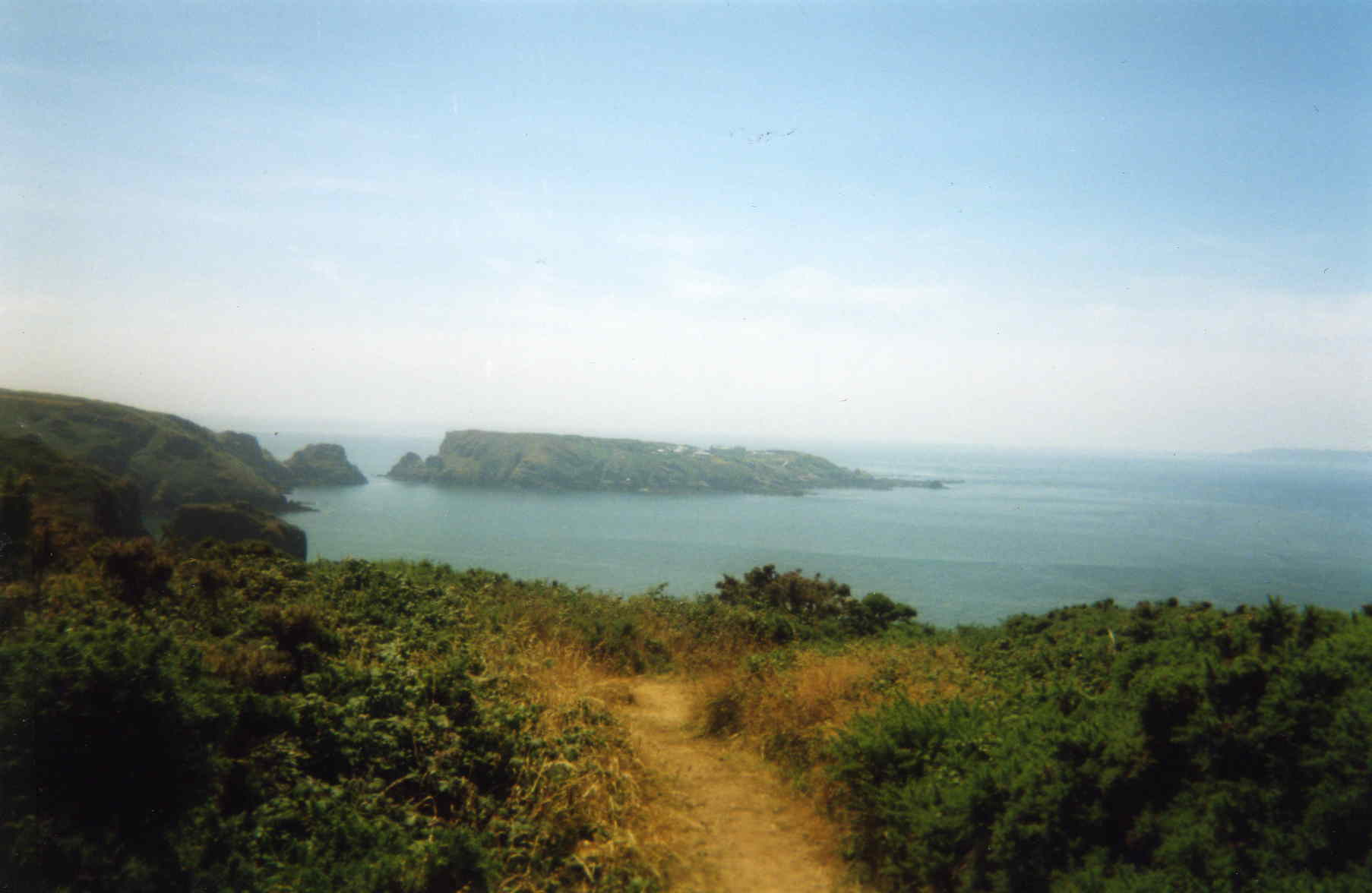
Wyspa Brecqhou widziana z wyspy Sark
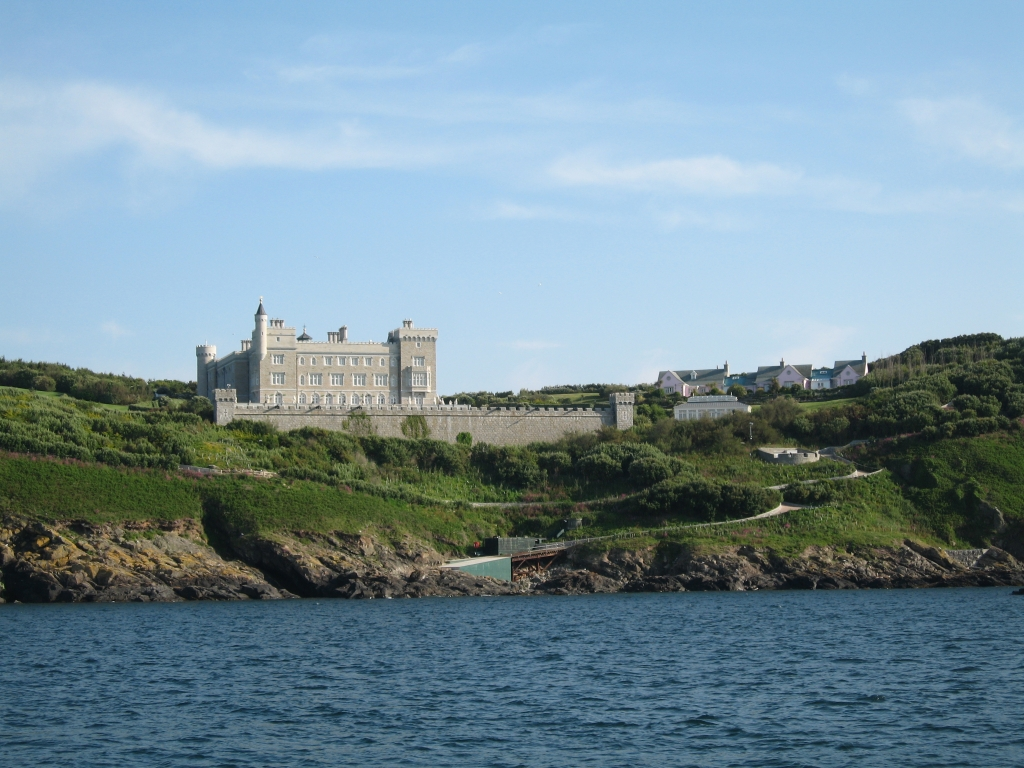
Neogotycki zamek braci Barclay